# Протести против руската окупация на Украйна (2022)
Протестите против руската окупация на Украйна през 2022 г. започват на 24 февруари 2022 г. и преминават под формата на демонстрации, шествия, митинги, единични прояви, активизъм в интернет в редица страни по света. В Русия властите потушават протестите още в самото начало, придружено с полицейско насилие и арести на граждани.

## Предистория
На 24 февруари 2022 г. в 05:30 ч. московско време руските държавни телевизионни канали излъчват обръщение на руския президент Владимир Путин, в което той обявява началото на „специална военна операция“ на територията на Украйна.
В 13:00 ч. московско време украинският президент Володимир Зеленски на брифинг за журналисти призова руснаците да излязат на улиците и да протестират срещу войната с Украйна.
Няколко часа след брифинга на В. Зеленски, руската правозащитничка Марина Литвинович публикува призив към руснаците в профила си в „Инстаграм“, в който тя обявява планирани антивоенни протести и призовава руснаците, които не са съгласни с военната политика на Путин, да излязат по улиците.